# Индивидуальный пенсионный капитал
Индивидуа́льный пенсио́нный капита́л (ИПК) — первоначальное название [пока ещё] гипотетической системы накопления средств работающим российским гражданином путём добровольного отчисления нескольких процентов заработной платы в НПФ в целях увеличения своих доходов после оформления в будущем пенсии по старости. Весной 2019 года в РФ был подготовлен законопроект о внедрении подобной системы, призванной стать основой формирования накопительной пенсии и сменить «замороженный» механизм накопления пенсионных средств из отчислений работодателя. Определённые аналоги данной системы давно существуют в ряде стран, в том числе в Германии и США.
Однако, внесение законопроекта об ИПК так и не состоялось, и было принято решение отложить этот шаг. Причина в том, что более ранние изменения в пенсионной сфере России вызвали настолько резкое неприятие граждан, что любая новая инициатива в этой области была бы также обречена на массовое отторжение.
Вместо ИПК в начале осени 2019 года был предложен так называемый «гарантированный пенсионный продукт» (ГПП), мало отличавшийся от ИПК, затем переименованный в «гарантированный пенсионный план» (сокращение то же: ГПП). Соответствующий законопроект был опубликован 29 октября 2019 года. Фактически понятие «ИПК» так и не вошло в употребление и было заменено на ГПП, хотя суть не изменилась. Впоследствии идеи ИПК-ГПП стали основой программы долгосрочных сбережений (ПДС), внедренной в 2024 году.

## Концепция ИПК в России

### Организация системы ИПК

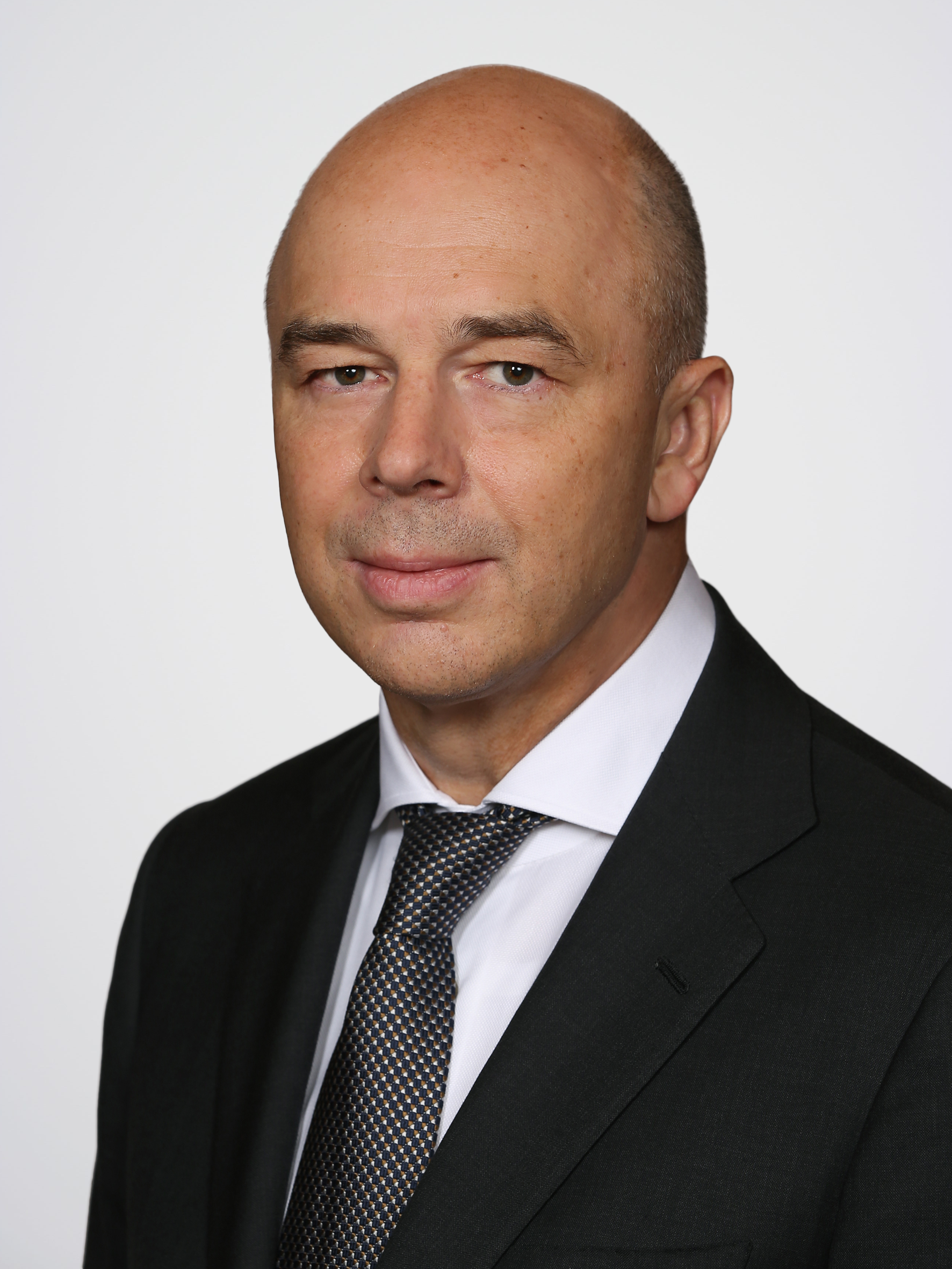
А. Г. Силуанов, министр финансов, один из сторонников и разработчиков системы ИПК.

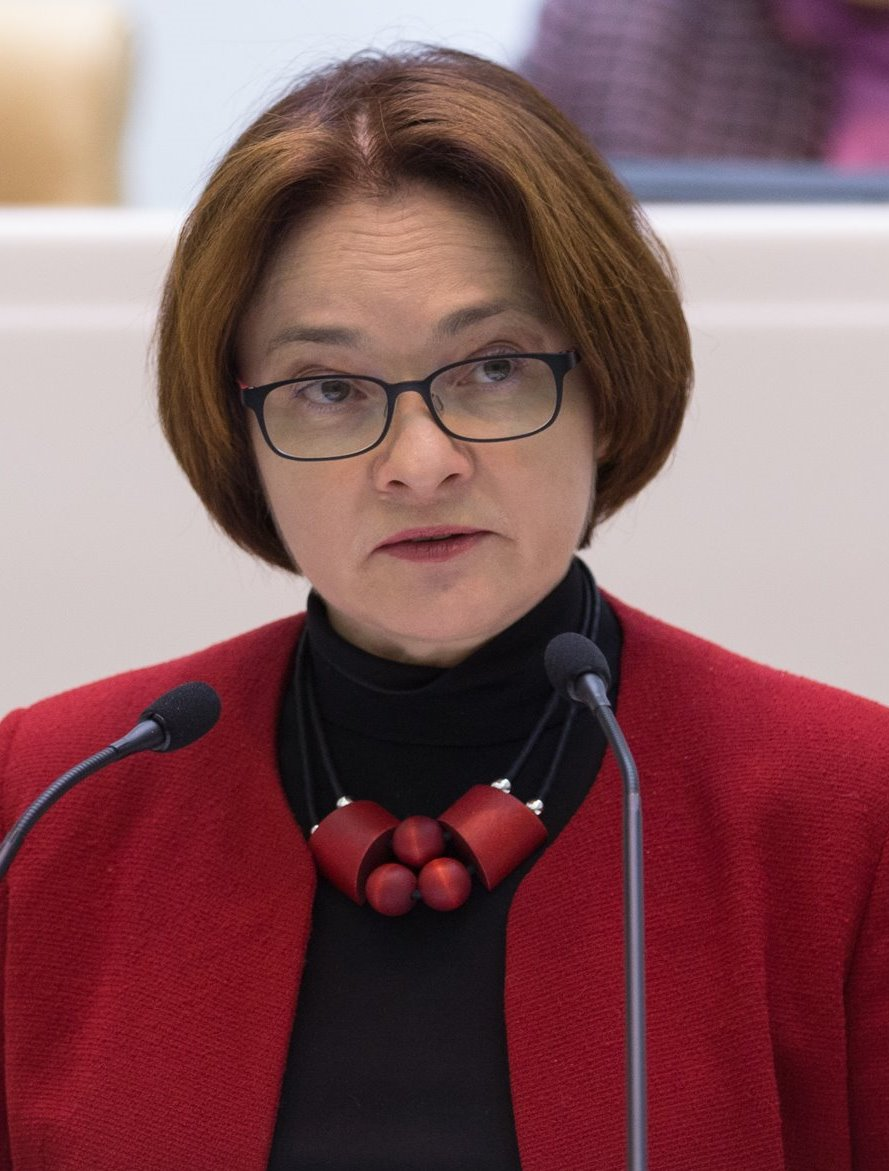
Э. С. Набиуллина, руководитель ЦБ РФ, сторонник системы ИПК.

По замыслу разработчиков (Минфин, Минтруд, ЦБ РФ), необходимо установить определённый процент вычетов из зарплаты (рекомендуется его постепенное нарастание от 0 до 6 %). Работник сможет выбрать иной процент, отличный от рекомендуемого. Технически, отчисления средств будут делаться так же, как это происходит с НДФЛ. Получателем станет выбранный гражданином НПФ. Фонды будут инвестировать аккумулированные деньги, что в итоге обеспечит большую доходность, чем при размещении средств в банке на депозите.
Если у работника ранее уже были пенсионные накопления в НПФ, то они будут перезачислены в счёт ИПК, то есть аккумуляция средств начнётся не с нуля.
Средства ИПК в перспективе позволят получать накопительную часть пенсии по тем же правилам, по которым она выплачивается сейчас (различие лишь в механизме накопления средств), с одним дополнением. В рамках системы ИПК можно будет в экстренных ситуациях, связанных с необходимостью расходов на медицинские нужды, получить средства досрочно, но тогда с полученной суммы надо будет оплачивать НДФЛ.
Чтобы заинтересовать начинающих трудовой путь россиян в участии в системе ИПК, предложено разрешить оформление накопительной пенсии уже через 30 лет после первого взноса.
Как вариант, лица с зарплатой свыше 85 тыс руб./мес могли бы быть подключены к системе ИПК автоматически, но с правом отказа, а те, чей доход ниже, смогли бы подключиться по заявлению (изначально, автоматические удержания с доходов предполагались по умолчанию для всех). Президент В. В. Путин настаивал на полной добровольности подключения.
Национальная ассоциация пенсионных фондов предлагала альтернативу проекту ИПК, а именно развитие корпоративных пенсионных программ: 2 % взносов мог бы осуществлять работодатель, 2 % — гражданин, 1 % — государство.

### Значимость системы ИПК
Для гражданина-участника ИПК, наличие накоплений позволило бы в будущем получить более высокую пенсию, нежели только за счёт страховых выплат. Но, учитывая реальные размеры доходов в РФ, которые намного ниже официальной средней зарплаты (для её расчёта используют среднее арифметическое, вместо более показательных медианы или моды), сколько-нибудь серьёзные суммы смогут накопить лишь порядка 5 % россиян.
В макроэкономическом плане, внедрение ИПК рассматривается как вариант появления «длинных денег» в экономике России, что особенно важно с учётом снижения уровня иностранных инвестиций начиная с 2014 года.

### Вынужденное откладывание
Ориентировочно, система ИПК могла бы быть запущена с 2020 года. Но, несмотря на готовность соответствующего законопроекта (концептуально, работа над ним велась в 2016-2019 гг.), он так и не был внесён в Госдуму. Весной-летом 2019 г. высказывалось мнение, что продвижение концепции ИПК будет резко возобновлено после сентябрьских выборов 2019 года, а пауза обусловлена желанием властей пока избежать акцентуации любых пенсионных вопросов, отрицательно влияющей на шансы кандидатов от правящей партии «Единая Россия».
Фактором, ставившим под сомнение жизнеспособность системы ИПК, являлся катастрофический подрыв доверия населения к власти в России в связи с решением о повышении с 2019 года пенсионного возраста. Ситуация усугубляется репутацией многих НПФ и провалом прежнего механизма формирования накопительной пенсии. К провалу привело то, что имевшиеся пенсионные накопления граждан стали частично направляться на иные цели, в том числе «на Крым» после его аннексии и на выплату текущих страховых пенсий, при этом возможность выплат в будущем этих накоплений тем, с кого они удерживались, остаётся под вопросом. Поскольку разработчиками законопроекта об ИПК выступали, по сути, те же, кто ответственен за подобное положение дел в пенсионной сфере в России, число желающих участвовать в формировании ИПК может оказаться слишком незначительным, чтобы это решило хоть какие-то проблемы.
После проведённых опросов стало ясно, что в указанных условиях идея ИПК не получит поддержки населения («шок от недавнего повышения пенсионного возраста слишком велик», «запускать в такой момент механизм ИПК — изначально обрекать его на непопулярность»). Этим и объясняется откладывание.
В опросе конца мая 2019 года 63 % россиян заявили о нежелании участвовать в реформе пенсионных накоплений из-за отсутствия средств и недоверия системе (после «заморозки» 2014 г. и повышения пенсионного возраста).

### Ситуация в настоящий момент
27 августа представитель Минфина заявил, что, хотя в основе новой системы пенсионных накоплений должна лежать концепция ИПК, сам термин «индивидуальный пенсионный капитал» использоваться не будет, и обещал обнародовать все детали в начале сентября 2019 года. 6 сентября появилась информация о разработанном законопроекте «О гарантированном пенсионном продукте» (рабочее название на том этапе). Основными чертами продукта объявлялись исключительно добровольный порядок присоединения к системе, налоговые льготы для бизнеса и налоговые вычеты для граждан, регистрация накопительных счетов центральным администратором, а также гарантирование сохранности долгосрочных пенсионных накоплений со стороны государства.
25 октября СМИ сообщили о том, что основные параметры новой системы накопительной пенсии определены, а 29 октября соответствующий законопроект был обнародован. При этом произошло ещё одно переименование: слово «продукт» заменили на «план», так что рабочее название теперь звучит как «Гарантированный пенсионный план» (сокращённо: ГПП). Радикальных отличий ГПП от ИПК нет, существенным моментом является то, что в рамках ГПП никакие подключения к системе не делаются до волеизъявления гражданина.
На конец 2022 года никаких подвижек во внедрении накопительных пенсионных схем в России не произошло. Однако в 2023 году соответствующий законопроект появился и к середине года был одобрен Госдумой; при этом опять изменилось наименование: теперь речь идёт о программе долгосрочных сбережений (ПДС).

## Аналоги ИПК вне России
Механизм индивидуальных пенсионных накоплений существует во многих странах.
Российская система ИПК (ГПП), по сути, воспроизводит действующую с 1983 года в США систему 401 (К). Это система корпоративных пенсий в Америке, когда часть зарплаты — без налогов, при помощи работодателя — работник может индивидуально направлять в управляющие компании и банки, накапливая там пенсионный капитал.
Различие (в пользу США) в более высокой доходности, порядка 9 % годовых, по схемам 401 (К), а также в том обстоятельстве, что «правила игры» стабильны и гражданин, принимая решение об участии, не опасается потери из-за изменений законодательства, которые неоднократно происходили в постсоветских реалиях в РФ.